# Колібрі-китицехвіст
Колі́брі-китицехві́ст (Loddigesia mirabilis) — вид серпокрильцеподібних птахів родини колібрієвих (Trochilidae). Ендемік Перу. Це єдиний представник монотипового роду Колібрі-китицехвіст (Loddigesia), названого на честь англійського натураліста Джорджа Лоддіджса.

## Опис

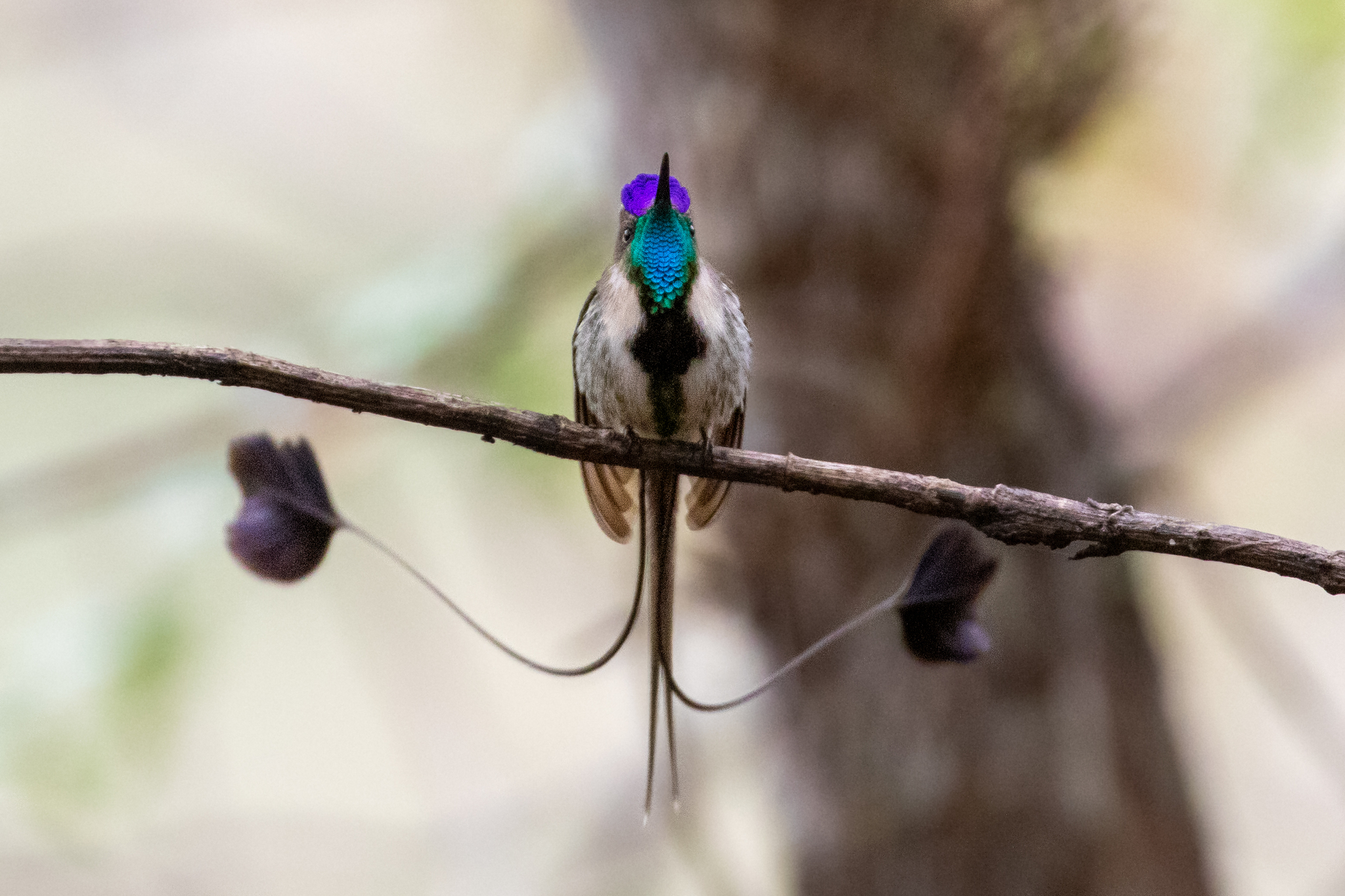
Колібрі-китицехвіст

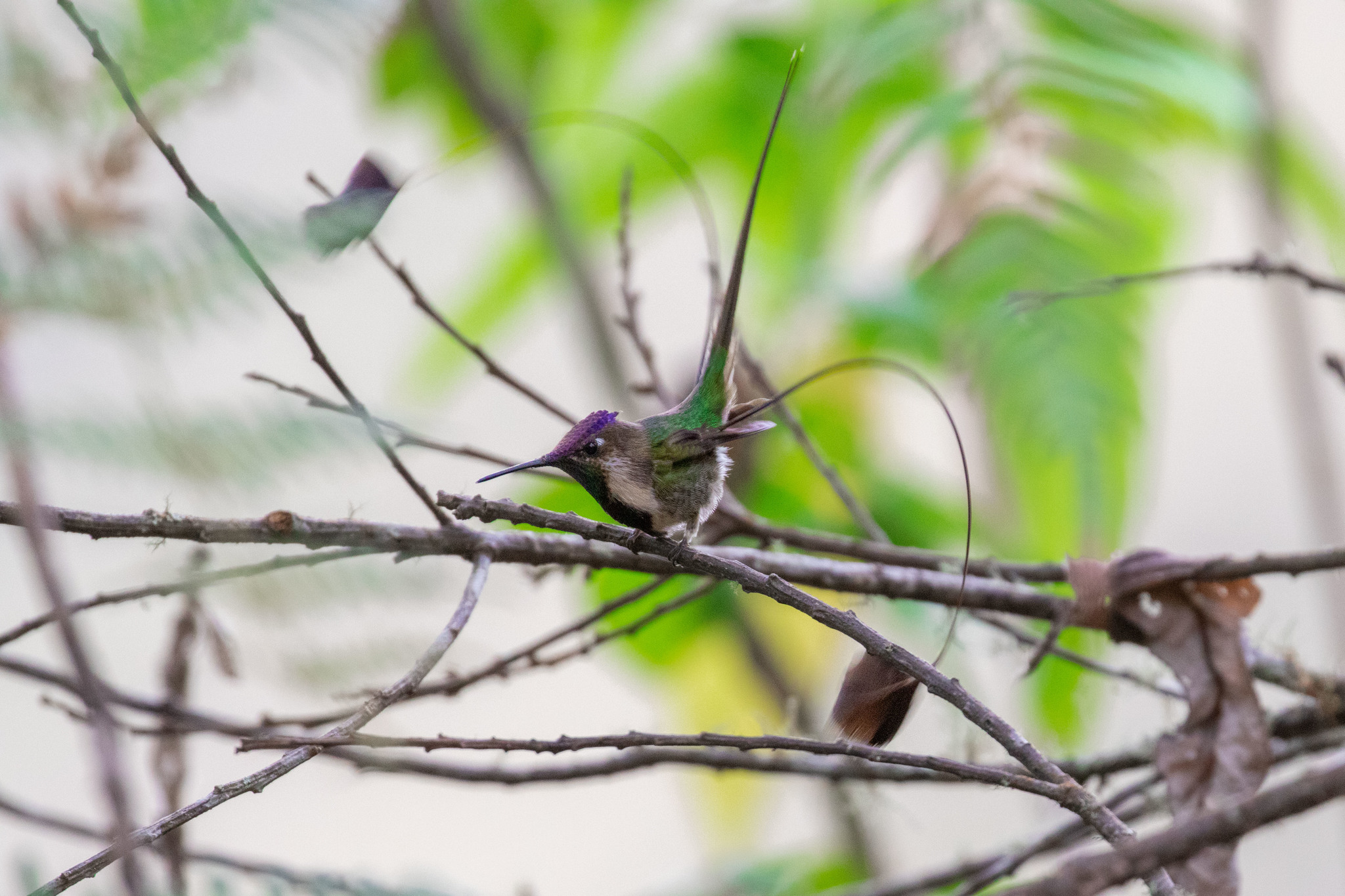
Колібрі-китицехвіст

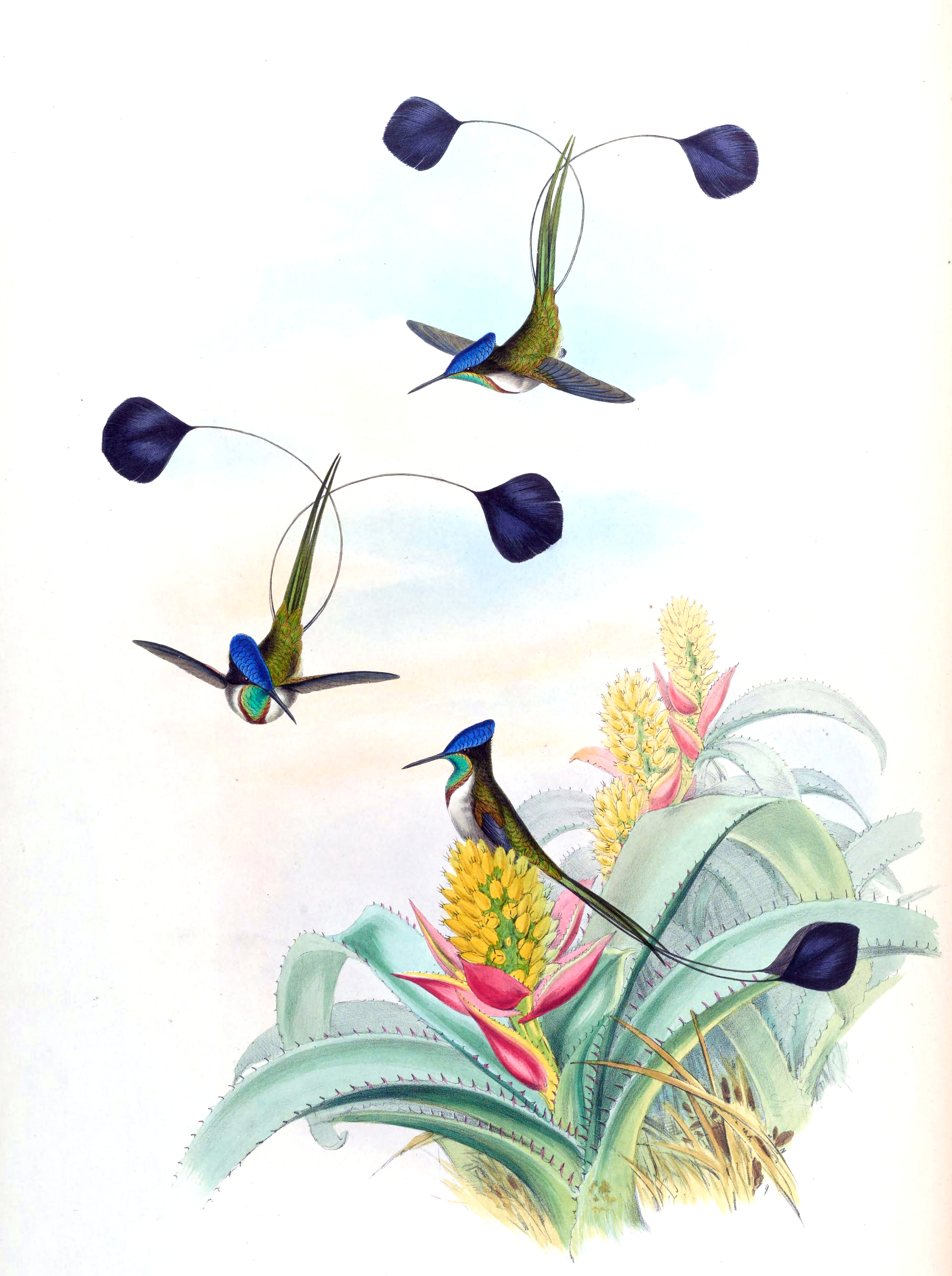
Колібрі-китицехвости

Довжина самців становить 15-17 см, враховуючи хвіст завдовжки 11-13 см, довжина самиць становить 9-10 см, враховуючи хвіст завдовжки 5-7 см, вага 3 г. У самців обличчя, лоб, тім'я і чуб на голові пурпурові, блискучі, потилиця бронзова, блискуча, верхня частина тіла зелена з металевим відблиском. Центральні стернові пера зеленувато-бронзові, на кінці більш темні. Крайні стернові пера мають характерну форму: вони являють собою видовжені чорні стрижні, які завершуються блискучими темно-пурпурово-синіми прапорцями, і перетинаються між собою. Пера на підборідді та горлі блакитнувато-зелені з блискучими золотистими краями. Решта нижньої частини тіла коричнювато-біла з темно-бронзовою смугою по центру. Живіт і боки зелені з металевим відблиском. Нижні покривні пера хвоста бронзово-зелені, а видовжена пара має тонкі білі кінчики. Дзьоб чорний, дещо вигнутий.
У самиць верхня частина голови більш темна і менш яскрава, верхня частина тіла зелена з металевим відблиском. Центральна пара стернових пер біля основи металево-зелена, а центрі і на кінці темно-сталево-синя. Крайня пара стернових пер темно-сірувато-коричнева, більш коротка, «прапорці» на кінчиках цих пер сталево-сині. Решта нижньої частини тіла білувата або світло-рудувато-коричнева, темна смуга на ній відсутня, як і плями на горлі. Шия і боки блискучі, металево-зелені, гузка коричнювато-біла. Забарвлення молодих птахів є подібне до забарвлення самиць. У молодих самців плями на горлі і темна смуга на нижній частині тіла частково присутні, а «прапорці» на крайніх стернових перах чорні.

## Поширення і екологія
Колібрі-китицехвости мешкають на східних схилах долини річки Уткубамба (права притока Мараньйону) в горах Кордильєра-де-Колан в Амазонасі, а також в регіоні Сан-Мартін. Вони живуть на узліссях гірських тропічних лісів Анд та у високогірних чагарникових заростях, зокрема в ожинових заростях з домішками вільхи. Зустрічаються переважно на висоті від 2100 до 2900 м над рівнем моря. Ведуть осілий спосіб життя.
Колібрі-китицехвости живляться нектаром квітучих рослин, зокрема Rubus, Bomarea formosissima і Satureja sericea, переміщуючись за певним маршрутом. Гніздування у них відбувається з жовтня по травень, переважно з грудня по лютий.

## Збереження
МСОП класифікує цей вид як такий, що перебуває під загрозою зникнення. За оцінками дослідників, популяція колібрі-китицехвостів становить від 350 до 1500 птахів. Їм загрожує знищення природного середовища. Місцеві жителі полюють на самців цього виду, оскільки вважають, що їх висушені серця є афродизіаками.